# Meltdown (мини-альбом)
Meltdown — мини-альбом американского рэпера Питбуля, выпущенный 22 ноября 2013 через Mr. 305, Polo Grounds и RCA Records. Itunes назвала «global warming meltdown» одним из самых лучших альбомов.

## Синглы
«Timber» был выпущен в качестве главного сингла 7 октября 2013. В треке присутствует голос американской певицы Ke$ha. Сингл достиг #1 в Billboard Hot 100, #1 в Британии, #1 в Шотландии, #4 в Австралии, #1 в Канаде, #1 в Австрии, #1 в Германии, #1 в Нидерландах, #1 в Швеции, #6 в Испании, #3 в Новой Зеландии и 8 во Франции, #1 в Дании. Он достиг топ-5 в более, чем 25 странах. Песня стала всемирным хитом. Это второй глобальный хит Питбуля. Питбуль исполнил песню на AMA’s, The X Factor finale, Good Morning America, а также на Jingle Balls.

## Продажи
Мини-альбом дебютировал на 95 строке в чарте Billboard 200, с продажами на первой неделе 10,000 копий в США. Meltdown достиг #12 в американских рэп чартах.

## Список композиций
| №                   | Название                                             | Автор(ы) | Продюсер(ы)                            | Длительность |
| ------------------- | ---------------------------------------------------- | --- | -------------------------------------- | ------------ |
| 1.                  | «Timber» (featuring Kesha)                           | Армандо К. Перес Кеша Себерт Лукаш Готтвальд Присцила Гамильтон Джейми Сандерсон Брейан Стенли Исаак Генри Уолтер Пебе Себерт Ли Оскар Кери Оскар Грег Эррико | Dr. Luke Cirkut Sermstyle Ник Сили [a] | 3:24         |
| 2.                  | «That High» (featuring Kelly Rowland)                | Армандо К. Перес Миккель С. Эриксен Тор Германсен Бенжамин Левин Shellback Эстер Дин                                                                          | Stargate Бенни Бланко                  | 3:14         |
| 3.                  | «Do It» (featuring Mayer Hawthorne)                  | Армандо К. Перес Джейкоб Даттон Эндрю Коэн Омар Таварес Самуэдь Вишскоски                                                                                     | Tuxedo                                 | 3:40         |
| 4.                  | «Sun in California» (featuring Mohombi and PLAYB4CK) | Армандо К. Перес Ивар Лисински Мохоби Мупондо Олле Олмас Бруно Лопес                                                                                          | Lisinski Olmås                         | 3:00         |
| 5.                  | «All the Things» (featuring Inna)                    | Армандо К. Перес Burns Кельвин Харрис Бебе Блэк | Burns Кельвин Харрис [a]               | 3:25         |
| Общая длительность: | Общая длительность:                                  | Общая длительность: | Общая длительность:                    | 16:43        |

Примечания
- ↑  означает, что это ещё один продюсер

Семплы
- В «Timber» присутствует семпл из песни «San Francisco Bay», написанной Ли Оскаром, Кери Оскаром и Грегом Эррико.
- В «Timber» присутствует семпл с одной из песен Питбуля, «11:59» при участии Vein.[5]

## История релиза
| Регион | Дата           | Форматы                  | Лейбл(ы)                   |
| ------ | -------------- | ------------------------ | -------------------------- |
| Италия | 22 ноября 2013 | Цифровая дистрибуция     | Mr. 305, Polo Grounds, RCA |
| США    | 25 ноября 2013 | CD, цифровая дистрибуция | Mr. 305, Polo Grounds, RCA |